# Майський сільський округ (Майський район)
Ма́йський сільський округ (каз. Май ауылдық округі, рос. Майский сельский округ) — адміністративна одиниця у складі Майського району Павлодарської області Казахстану. Адміністративний центр — село Майське.
Населення — 554 особи (2021; 793 у 2009, 1020 у 1999, 2176 у 1989).
Станом на 1989 рік існувала Майська сільська рада (села Єнбекші, Майське, Охра). Село Охра було ліквідовано 2004 року.

## Склад
До складу округу входять такі населені пункти:
| Населений пункт | Старі назви | Населення, осіб (1989) | Населення, осіб (1999) | Населення, осіб (2009) | Населення, осіб (2021) |
| --------------- | ----------- | ---------------------- | ---------------------- | ---------------------- | ---------------------- |
| Єнбекші, село   | -           | 124                    | 86                     | 50                     | 31                     |
| Майське, село   | -           | 2006                   | 934                    | 743                    | 523                    |
| Охра, село      | -           | 46                     | -                      | -                      | -                      |